# Насамі
Насамі (Nasami) — корабель Імперського флоту Японії, який під час Другої японо-китайської та Другої світової війн взяв участь у операціях японських збройних сил у Китаї та на Соломонових островах.
Насамі спорудили 1934 року на верфі Harima Heavy Industries у Айой. Корабель належав до мінних загороджувачів типу Нацусіма.
Наприкінці червня 1938-го під час битви за Ухань (Друга японо-китайська війна) корабель разом з іншими мінними загороджувачами Нацусіма та Цубаме взяв участь у бойовому траленні на річці Янцзи поблизу Мадангу. Також кораблі розставляли буї та провадили обстріл китайських позицій, причому зворотний вогонь із легкого озброєння призвів до втрат серед членів екіпажів. Проведена висадка десанту призвела до захоплення Мадангу.
Станом на грудень 1941-го Насамі базувався в порту Саєкі та виконував ескортні функції.
З листопада 1942-го по березень 1943-го корабель неодноразово супроводжував на початковій ділянці маршруту — близько п'яти сотень кілометрів — конвої операції «Військові перевезення № 8» (No. 8 Military Movement, 8-Go Enshu Yuso), метою яких було постачання головної передової бази в Рабаулі (острів Нова Британія в архіпелазі Бісмарка), звідки провадились операції на Соломонових островах та сході Нової Гвінеї.
З квітня по жовтень 1943-го Насамі базувався в північному Китаї в Рьодзюні (колишній Порт-Артур), де все так же ніс службу з охорони конвоїв.
На початку листопада 1943-го Насамі прибув до Японії, звідки вийшов 19 грудня у охороні конвою, котрий пройшов через Сайпан (Маріанські острови) та 31 грудня прибув на схід Каролінських островів до атола Трук (ще до війни тут була створена потужна база ВМФ, з якої до лютого 1944-го провадились операції в цілому ряді архіпелагів). Звідси мінний загороджувач вирушив далі на південь до Рабаула, де мав продовжувати свою службу.
На початку 1944-го можливості японського угруповання в архіпелазі Бісмарка стрімко деградували під потужним тиском союзників. Наприкінці лютого звідси вийшов останній конвой O-003, повністю розгромлений на шляху до Палау. Проведені невдовзі висадки союзників на островах Адміралтейства та Муссау закріпили блокаду угруповання в архіпелазі Бісмарка. 22 лютого під час перебування у бухті Керавія-Бей (околиці Рабаула) Насамі зазнав пошкоджень від атаки авіації. 30 березня він знову був пошкоджений під час авіанальоту і 1 квітня опинився на березі Каравія-Бей.